# Pakisztán zászlaja
Pakisztán zászlaját a Pán-indiai Muzulmán Liga vezette be 1906-ban. Színe zöld volt, fehér félholddal és csillaggal. Az ország függetlenné válása után a rúdrész bal oldalán a nem muzulmán kisebbségek képviseletére függőleges fehér sávot helyeztek el.
A zászló fehér és zöld része a békét és a jólétet, a félhold a haladást, a csillag a fényt és a tudást szimbolizálja.